# Iouri Kovaliov (football, 1993)
Ne doit pas être confondu avec Iouri Kovaliov (football, 1934).
Iouri Vladimirovitch Kovaliov (en russe : Юрий Владимирович Ковалёв) ou Ioury Ouladzimiravitch Kavaliow (en biélorusse : Юрый Уладзіміравіч Кавалёў) est un footballeur international biélorusse né le 27 janvier 1993 à Bialynitchy. Il évolue au poste de milieu de terrain au FK Orenbourg.

## Biographie

### Carrière en club
Iouri Kovaliov est formé durant sa jeunesse au sein de l'équipe de l'école militaire Souvorov de Minsk avant de rejoindre en 2010 le centre de formation du Chakhtior Salihorsk, club où il signe son premier contrat professionnel. Il fait par la suite ses débuts en équipe première le 26 septembre 2012, à l'âge de 19 ans, à l'occasion d'une rencontre de Coupe de Biélorussie contre le Beltransgaz Slonim. Il dispute ensuite son premier match de championnat le 17 avril 2013 contre le Torpedo Jodzina et ses premières rencontres européennes lors de la phase qualificative de la Ligue Europa 2013-2014 au cours de l'été 2013.
S'imposant progressivement au sein de l'effectif lors des années qui suivent, Kovaliov inscrit notamment son premier but en championnat contre le FK Homiel le 4 mai 2015 et prend régulièrement part aux campagnes du Chakhtior en Ligue Europa et en Coupe de Biélorussie, disputant trois finales dans cette dernière compétition entre 2015 et 2019, pour une seule victoire en 2019. Il quitte finalement le Chakhtior Salihorsk à l'issue de la saison 2019 après l'expiration de son contrat, cumulant un bilan final de 223 matchs disputés pour 23 buts marqués entre 2012 et 2019.
Kovaliov quitte par la suite la Biélorussie en signant en faveur de l'Arsenal Toula en début d'année 2020. Sous ces couleurs, il prend cependant part à moins de vingt matchs en un an et demi avant de rejoindre le FK Orenbourg en deuxième division russe le 7 septembre 2021.

### Carrière internationale
Régulièrement appelé au sein des sélections de jeunes de la Biélorussie, Iouri Kovaliov intègre pour la première fois la sélection A au mois d'octobre 2017 sous les ordres d'Igor Kriouchenko et connaît sa première sélection le 10 octobre lors d'un match de qualification pour la Coupe du monde 2018 contre la France. Il prend par la suite part à la Ligue des nations, durant laquelle il inscrit son premier but international contre Saint-Marin le 8 septembre 2018. Il dispute également la phase qualificative de l'Euro 2020.

## Statistiques
| Saison                | Club                  | Championnat           | Championnat | Championnat | Coupe(s) nationale(s) | Coupe(s) nationale(s) | Compétition(s) continentale(s) | Compétition(s) continentale(s) | Compétition(s) continentale(s) | Total | Total |
| Saison                | Club                  | Division              | M.          | B.          | M.                    | B.                    | Comp.                          | M.                             | B.                             | M.    | B.    |
| 2012                  | Chakhtior Salihorsk   | D1                    | -           | -           | 1                     | 0                     | -                              | -                              | -                              | 1     | 0     |
| 2013                  | Chakhtior Salihorsk   | D1                    | 20          | 0           | 1                     | 0                     | C3                             | 2                              | 0                              | 23    | 0     |
| 2014                  | Chakhtior Salihorsk   | D1                    | 19          | 0           | 1                     | 0                     | C3                             | 1                              | 0                              | 21    | 0     |
| 2015                  | Chakhtior Salihorsk   | D1                    | 21          | 2           | 7                     | 0                     | C3                             | 4                              | 0                              | 32    | 2     |
| 2016                  | Chakhtior Salihorsk   | D1                    | 29          | 4           | 5                     | 0                     | C3                             | 4                              | 0                              | 38    | 4     |
| 2017                  | Chakhtior Salihorsk   | D1                    | 27          | 3           | 5                     | 0                     | C3                             | 2                              | 1                              | 34    | 4     |
| 2018                  | Chakhtior Salihorsk   | D1                    | 30          | 5           | 3                     | 1                     | C3                             | 4                              | 0                              | 37    | 6     |
| 2019                  | Chakhtior Salihorsk   | D1                    | 27          | 6           | 4                     | 1                     | C3                             | 6                              | 0                              | 37    | 7     |
| Sous-total            | Sous-total            | Sous-total            | 173         | 20          | 27                    | 2                     | -                              | 23                             | 1                              | 223   | 23    |
| 2019-2020             | Arsenal Toula         | D1                    | 5           | 0           | -                     | -                     | -                              | -                              | -                              | 5     | 0     |
| 2020-2021             | Arsenal Toula         | D1                    | 11          | 1           | 2                     | 0                     | -                              | -                              | -                              | 13    | 1     |
| Sous-total            | Sous-total            | Sous-total            | 16          | 1           | 2                     | 0                     | -                              | 0                              | 0                              | 18    | 1     |
| 2021-2022             | FK Orenbourg          | D1                    | 27          | 4           | -                     | -                     | -                              | -                              | -                              | 27    | 4     |
| 2022-2023             | FK Orenbourg          | D1                    | 9           | 0           | 5                     | 0                     | -                              | -                              | -                              | 14    | 0     |
| Sous-total            | Sous-total            | Sous-total            | 36          | 4           | 5                     | 0                     | -                              | 0                              | 0                              | 41    | 4     |
| Total sur la carrière | Total sur la carrière | Total sur la carrière | 225         | 25          | 34                    | 2                     | -                              | 23                             | 1                              | 282   | 28    |

## Palmarès
Chakhtior Salihorsk
- Vainqueur de la Coupe de Biélorussie en 2019.
- Finaliste de la Coupe de Biélorussie en 2015 et 2017.
- Finaliste de la Supercoupe de Biélorussie en 2015 et 2016.